# Hanguana major
Hanguana major är en enhjärtbladig växtart som beskrevs av Airy Shaw. Hanguana major ingår i släktet Hanguana och familjen Hanguanaceae. Inga underarter finns listade.